# آزمون نمره
آزمون نمره کالیامپودی رئا، یا آزمون نمره (که اغلب در اقتصادسنجی آزمون افزاینده لاگرانژ مشهور است) یک آزمون فرض آماری از یک فرض صفر می‌باشد، که در آن یک پارامتر از {\displaystyle \theta } مطلوب برابر اندازه معینی از {\displaystyle \theta _{0}} است. زمانی که مقدار {\displaystyle \theta } نزدیک {\displaystyle \theta _{0}} است، این آزمون توانمندترین آزمون سنجش می‌باشد. مزیت اصلی آزمون نمره اینست که این آزمون، نیازی به تخمین اطلاعات تحت فرضیه‌ای دیگر یا حداکثر احتمال نامحدود ندارد. این موضوع زمانی امکان‌پذیر می‌شود که تخمین احتمال بیشینه نامحدود نقطه مرزی فضای پارامتر است.